# 蒙特马尼奥蒙费拉托
蒙特马尼奥蒙费拉托（義大利語：Montemagno Monferrato），是意大利阿斯蒂省的一个市镇。总面积15.9平方公里，人口1228人，人口密度77.2人/平方公里（2009年）。ISTAT代码为005077。